# Ski en Australie

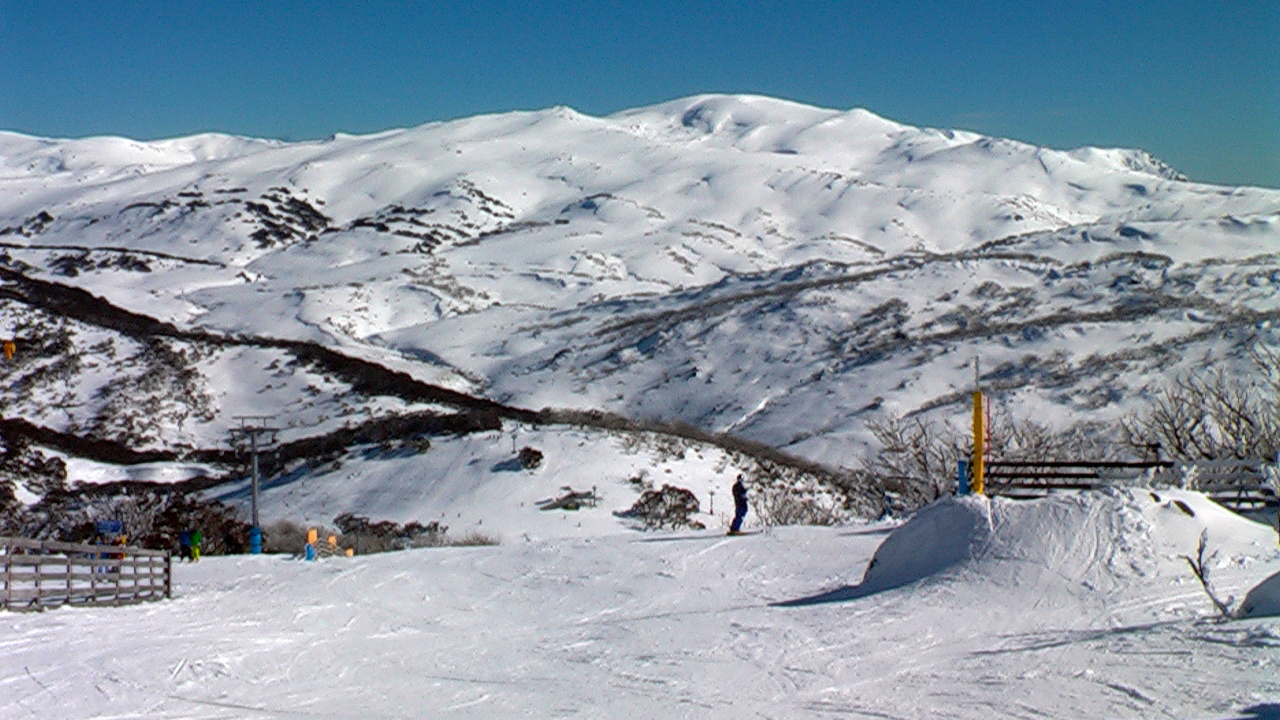
Vue de la station de Guthega, un des quatre domaines skiable de Perisher.

L'Australie reçoit suffisamment de neige pour pratiquer le ski sur les Alpes australiennes et une partie de la Tasmanie. Les Alpes traversent le Territoire de la capitale australienne, la Nouvelle Galles du sud et le Victoria et comprennent seize parcs et réserves nationaux Les Australiens ont fait du ski alpin à partir du XIXe siècle, le point de départ étant probablement Kiandra en 1861. Parmi les stations de sports d'hiver les plus connues, on peut citer Thredbo et Perisher en Nouvelle-Galles du Sud, Mount Buller, Falls Creek et Mont Hotham au Victoria. Parmi les skieurs les plus connus, on peut citer Malcolm Milne, Zali Steggall, Alisa Camplin et Dale Begg-Smith. 

## Régions

### Nouvelle-Galles du Sud

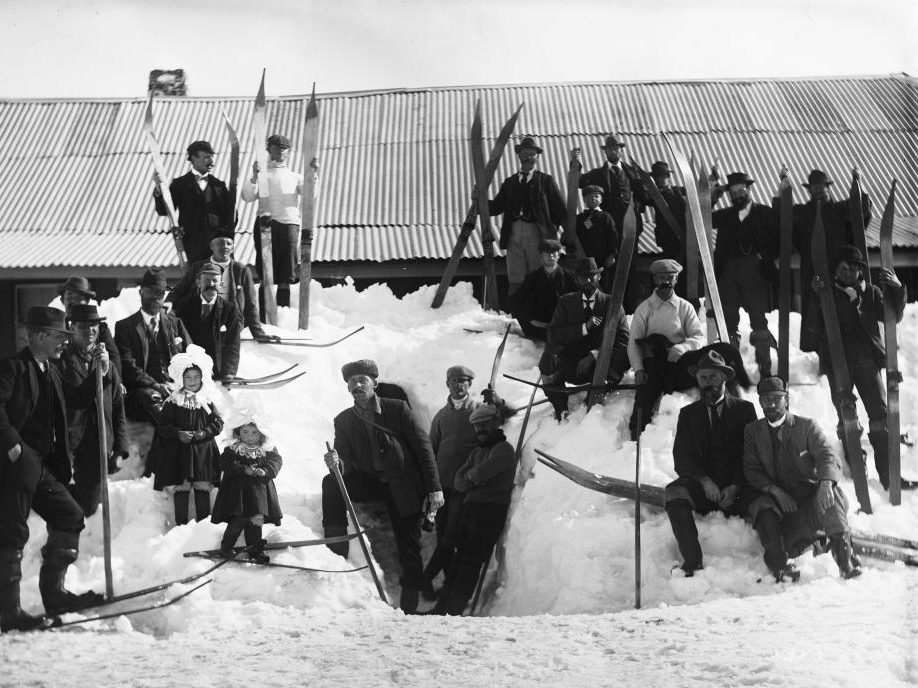
Des skieurs à Kiandra, en 1900. Le ski a commencé en Australie à Kiandra, en 1861, pendant l'époque de la ruée vers l'or.

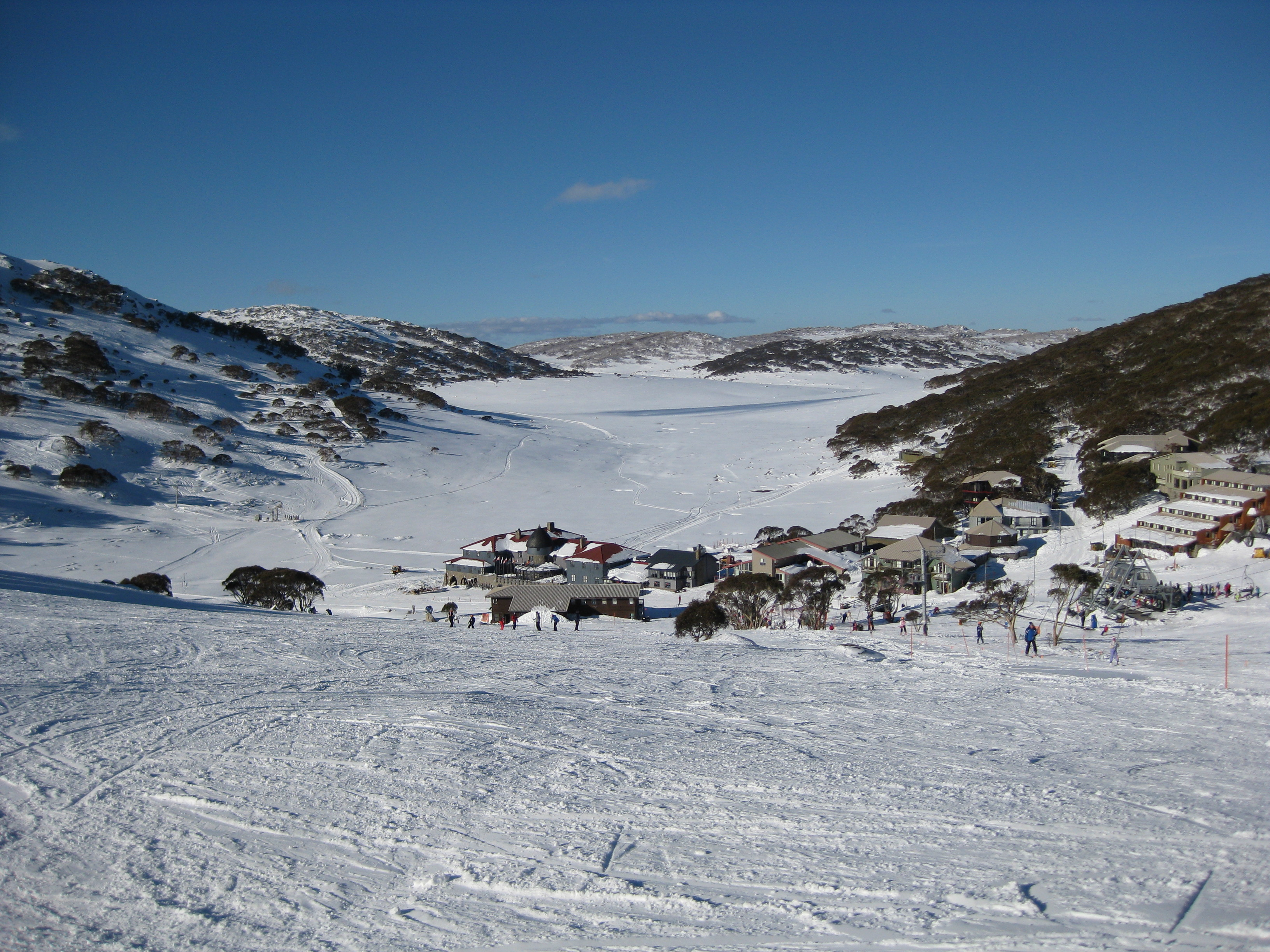
Charlotte Pass, le plus haut village d'Australie, à environ 1700 mètres d'altitude.

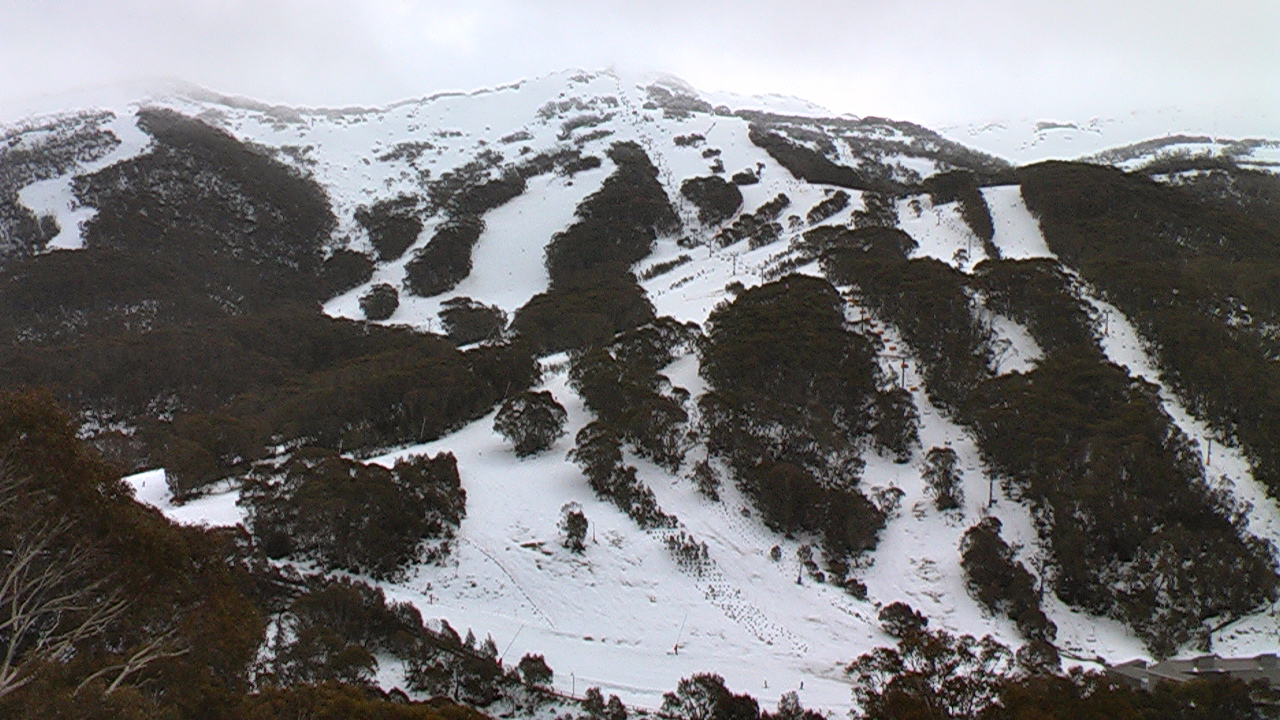
Thredbo.

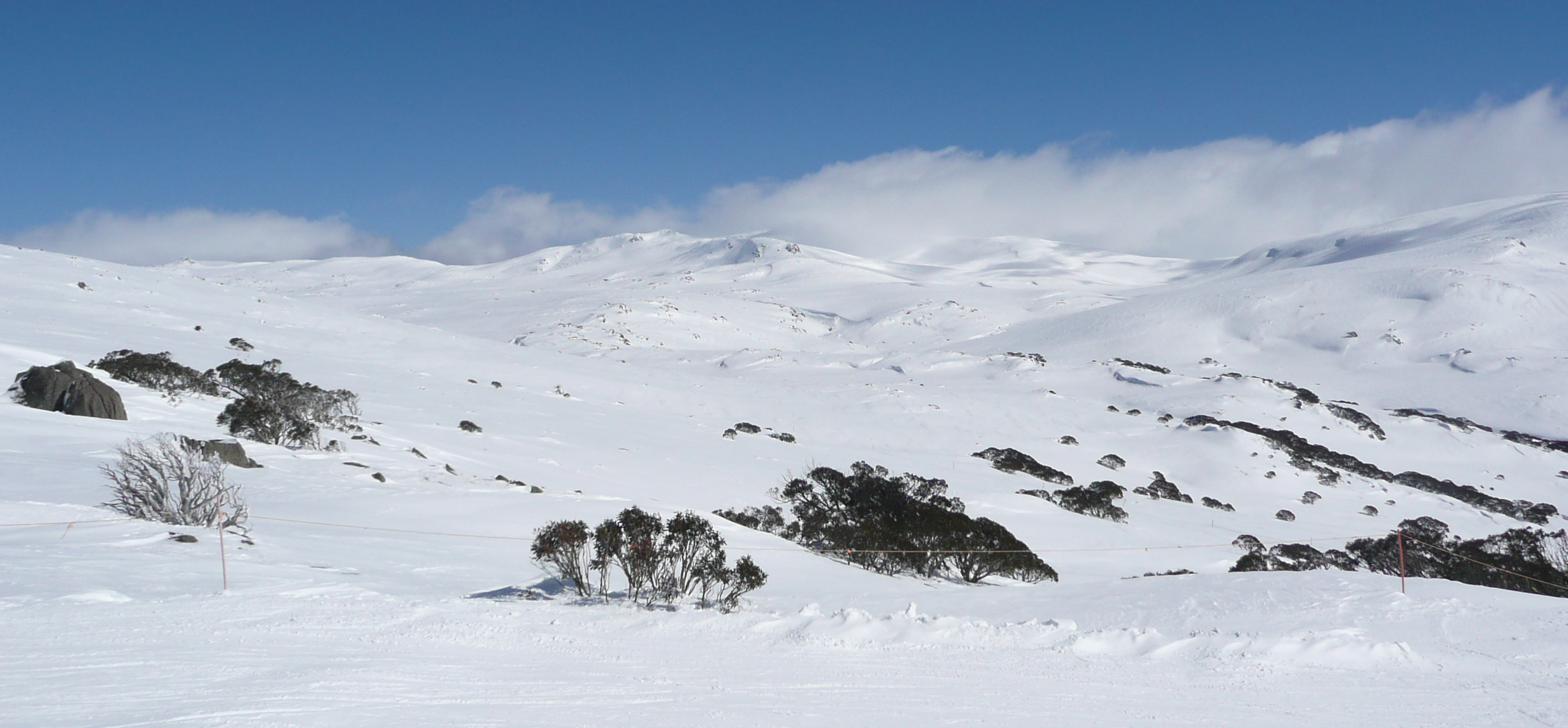
Vers le mont Kosciuszko, la montagne la plus haute d'Australie.

Le mont Kosciuszko (2 228 m), situé dans les Snowy Mountains, un massif des Alpes australiennes est le point culminant du sous-continent australien. La zone est protégée en 1944 puis classée officiellement au sein du parc national du Kosciuszko en 1967. C'est là que se trouvent les quatre stations de ski de Nouvelle Galles du Sud: Selwyn Snowfields, Charlotte Pass, Perisher et Thredbo. En hiver, les vastes plateaux et les sommets permettent la pratique du ski de fond dans la région - notamment dans le Kosciusko Back Country et le Jagungal Wilderness. 
Le club de ski le plus ancien du monde a été fondé à Kiandra en 1861 (le Kiandra Snow Shoe Club). Au XIXe siècle, une communauté de mineurs d’or avait créé la ville minière de Kiandra. Son dernier citoyen ayant quitté les lieux en 1974, Kiandra est devenue une ville fantôme en ruines. Les équipements de ski de Kiandra ont été transférés à Selwyn Snowfields en 1978 (y compris le premier remonte-pente d'Australie qui avait été installé à Kiandra en 1957), une petite station de ski dans le nord des Snowy Mountains. Le point culminant de Mount Selwyn se trouve à 1 614 mètres d'altitude. Il a des pistes pour débutants aux skieurs avancés (mais la plupart sont pour les débutants et moyens). Avec 11 remontées mécaniques sur 45 hectares, Selwyn est une des stations de ski les plus petites d'Australie, mais l'histoire du ski sportif dans la région est parmi les plus anciennes du monde.
Charlotte Pass est une station de ski dans le sud des Snowy Mountains, dans le parc national du Kosciuszko. Le bâtiment principal du village est le Kosciuszko Chalet, construit en 1938 L'accès des véhicules l'hiver se fait depuis Perisher. Situé à 1 760 mètres d'altitude, c'est le plus haut village d'Australie et il a des pistes pour novices à skieurs confirmés. Le point culminant du Charlotte Pass se trouve à 1 964 mètres d'altitude. Charlotte Pass est une base pour l'exploration de la région du mont Kosciuszko
Le Plan d'aménagement des Snowy Mountains a été réalisé entre 1949 et 1974. Il a compris la déviation de cours d'eau pour produire de l'électricité pour les villes du Sud-Est et pour permettre l'irrigation de l'intérieur sec du pays. Le complexe est considéré comme une des merveilles de génie civil du monde moderne. Sa réalisation a nécessité 100 000 ouvriers de 30 pays. La nature multiculturelle de la main d'œuvre employée a contribué à la diversification de la société australienne au XXe siècle. Elle a également abouti à la construction de nouvelles villes et stations de sports d'hiver dans les Alpes australiennes auparavant isolées.
Perisher est la plus importante station de ski d'Australie. Elle a 48 remontées mécaniques sur 1 245 hectares, et quatre villages : Perisher Valley (1 720 m) ; Mont Blue Cow (1 890 m) ; Smiggin Holes (1 680 m) et Guthega (1 640 m). Le ski a commencé à Smiggins en 1939. Des chalets ont été construits dans la vallée de Perisher en 1952. La construction du Snowy Mountains Scheme et l'afflux associé des migrants européens pratiquant le ski, ont mené à la création de la station de Guthega dans les années 1950. Blue Cow a ouvert en 1987 et n'est accessible que par le Skitube, une voie de chemin de fer alpestre. Les quatre stations de sports d'hiver sont maintenant associées. Le point culminant de la station se trouve à 2 054 mètres d'altitude.
La station de sports d'hiver de Thredbo, située à proximité de la ville de Jindabyne, a été créée en 1957. Le village se trouve à 1 365 mètres d'altitude et le point culminant à 2 037 mètres soit une dénivellation de 672 m (la plus importante d'Australie). On y trouve des pistes allant de débutants à skieurs confirmés sur un domaine de 480 hectares disposant de 14 remontées mécaniques. La piste la plus longue fait 5,9 km, de Karels T-Barre à Friday-Flat. Thredbo sert de base de départ pour l'exploration de la région du mont Kosciuszko.

### Victoria

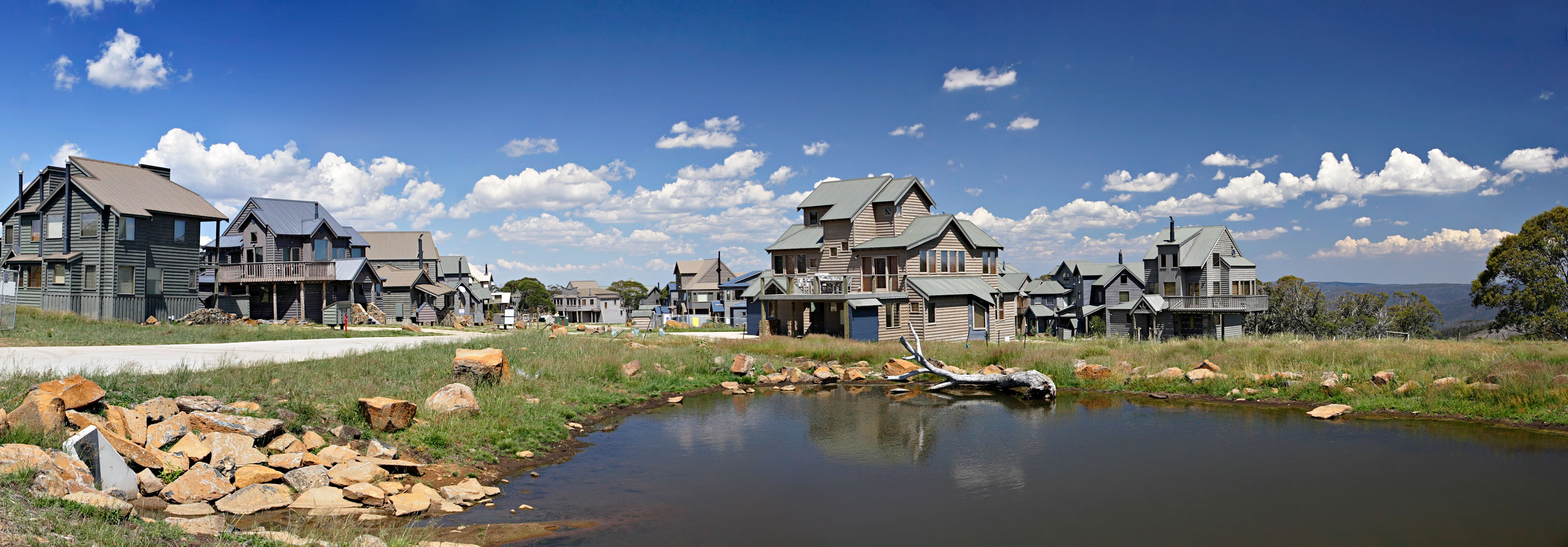
Le village alpin de Dinner Plain.

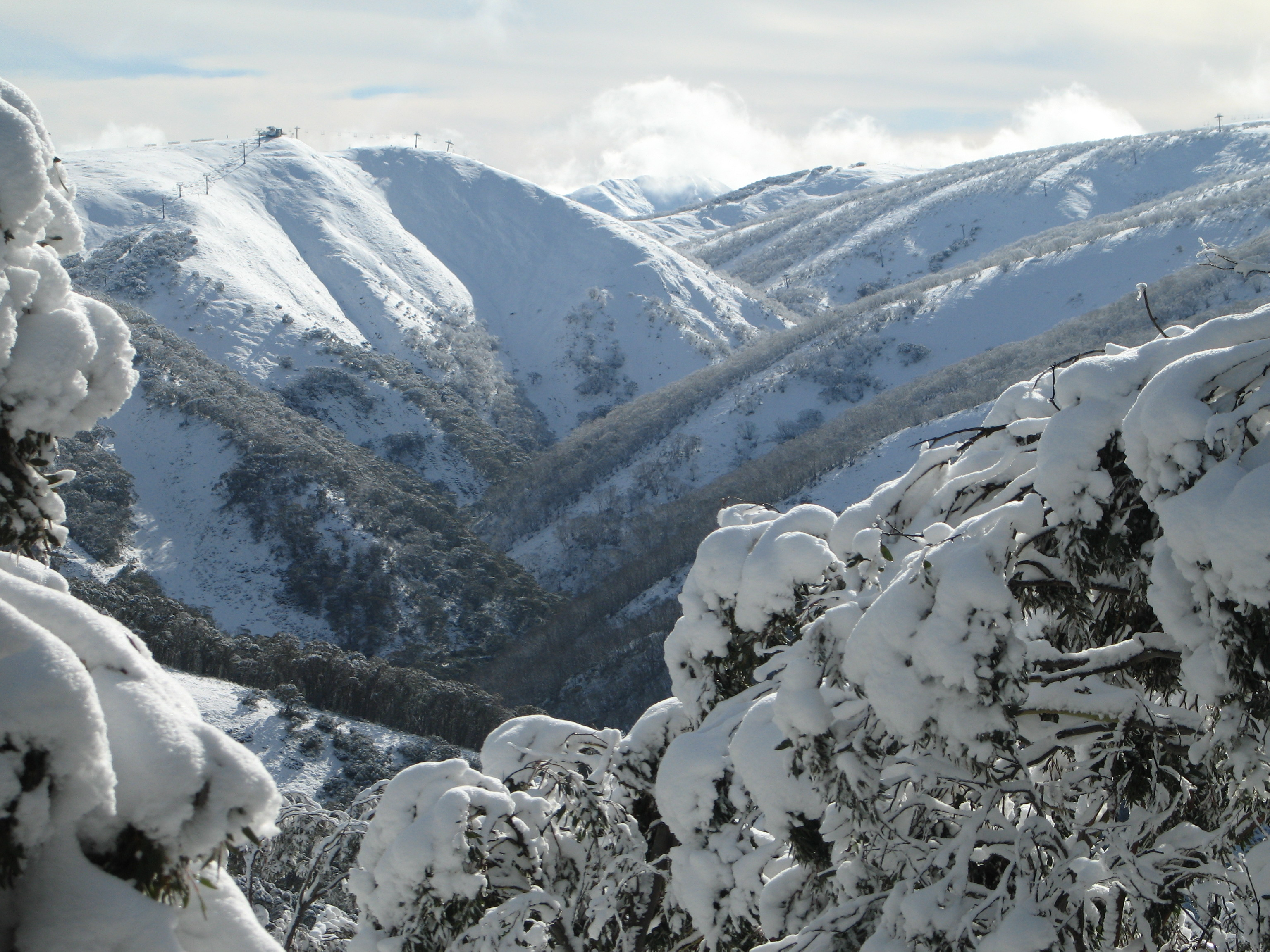
Mont Hotham station de ski.

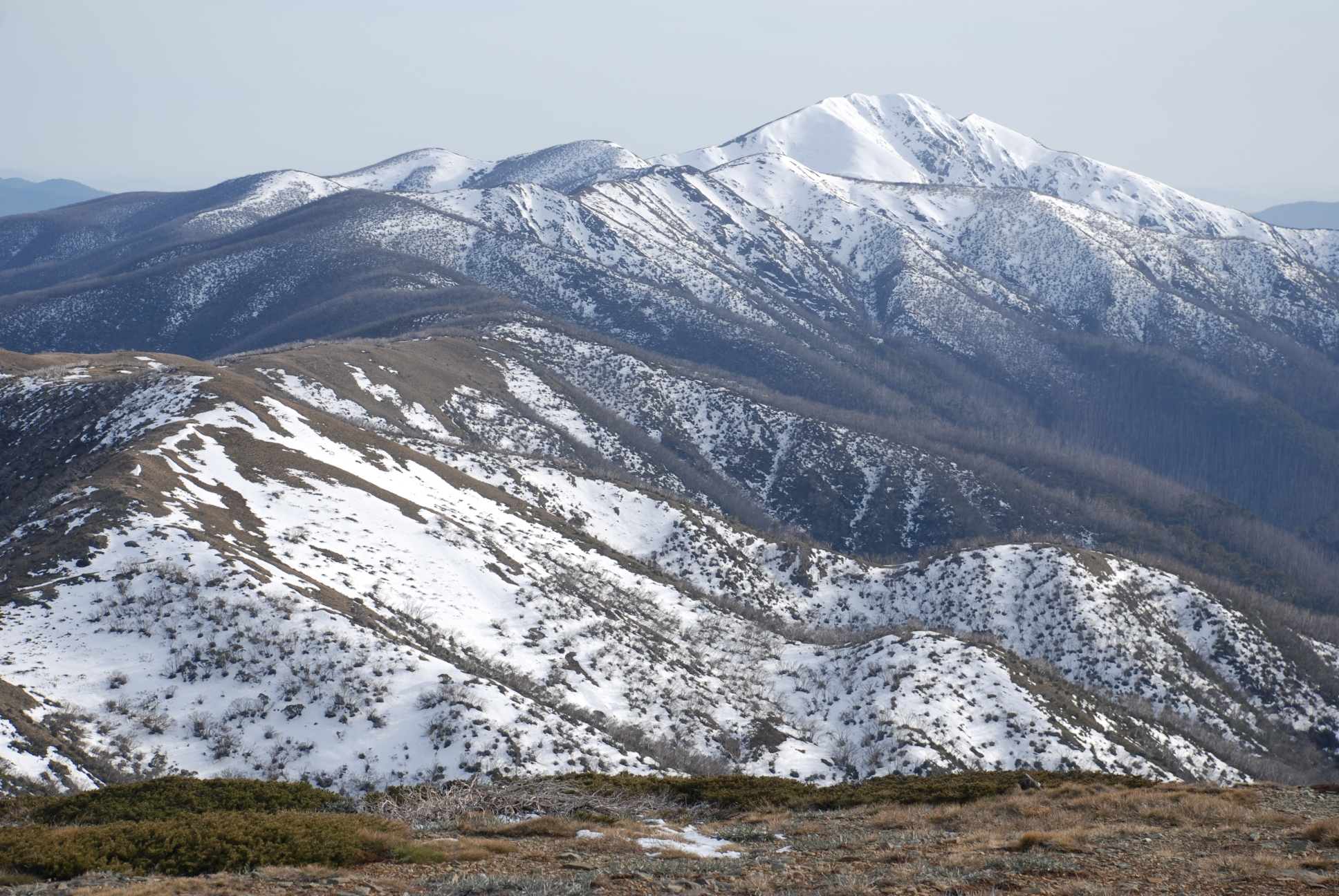
Mont Feathertop est le deuxième plus haut sommet du Victoria.

Pendant l’hiver dans l'État de Victoria, vous  trouverez des centaines de pistes de ski dans dix grandes stations alpines des Alpes australiennes
Le mont Buffalo est un plateau moyennement élevé, culminant à 1 723 m d'altitude, dans l'ouest des Alpes australiennes du Victoria. Le tourisme ayant débuté  dans les années 1880, une zone autour de la spectaculaire Gorge fut réservée comme parc national en 1898. Le chalet du mont Buffalo fut construit en 1910, peu après la construction de la première route qui mène au plateau. Pour les générations suivantes, le parc devint une destination favorite pour les vacances, permettant la pratique du ski et du patin à glace, et où furent installés les premiers remonte-pentes d'Australie. Avant-guerre, de nombreux habitants de Melbourne découvrirent la neige pour la première fois grâce à un voyage au mont Buffalo. Jusqu'en 2007, les visiteurs pouvaient loger à l'antique « chalet du mont Buffalo », construit en 1910. L'exploitant est actuellement en train de négocier sa réouverture avec l'agence gouvernementale, Parks Victoria. L'auberge, Tatra Inn, située à l'extrême ouest du plateau, près de la Cathedral, fut détruite en 2007, à la suite de la perte de contrôle d'un feu destiné à éliminer des broussailles. Durant la saison d'hiver, le mont Buffalo est une destination populaire pour les skieurs débutants. Il existe près de la Cathedral (Cresta Run) et à Dingo Dell deux petits domaines skiables, convenant parfaitement aux débutants, ainsi que de nombreuses pistes de ski de fond pour les skieurs plus expérimentés. Les visiteurs peuvent également séjourner dans la ville voisine de Bright.
Le mont Bogong (1 986 mètres) est le point culminant de l'État de Victoria, dans les Alpes victoriennes - et le plateau Bogong est une zone du parc national alpin, située au sud du mont Bogong. Cette région, qui fait partie de la Cordillère australienne, est une des plus vastes zones couvertes de neige en hiver en Australie avec les deux stations de ski de Mont Hotham et de Falls Creek. La région est très connue pour la pratique de ski alpin ou de ski de fond les mois d'hiver. Un circuit appelé le Australian Alps Walking Track est ainsi utilisé pour le ski de fond l'hiver et la randonnée l'été. Les deux stations de ski de Hotham et Falls  sont ouvertes toute l'année et les villages de Mount Beauty et de Harrietville sont aussi très appréciés. Le pied de la montagne est couvert d'épaisses forêts d’Eucalyptus delegatensis jusqu'à une altitude de 1 300 mètres. de 1 300 mètres à 1 800 mètres, de bois d’Eucalyptus pauciflora et au-dessus de prairies alpines.
Le mont Hotham est un domaine skiable d'environ 3,2 km2, sur la route touristique Great Alpine Road.  Le site est connu sous le nom de powder capital (capitale de la poudre) de l'Australie puisqu'il détient le record de chutes de neige (3 mètres) de l'État du Victoria. Il se trouve à environ 357 km au nord-est de Melbourne. Le point culminant du Mount Hotham se trouve à 1 861 mètres d'altitude. La station de Mount Hotham est située à 1 750 mètres d'altitude. À proximité de la station se trouve le petit village alpin de Dinner Plain qui possède des pistes pour les débutants.
Le Falls Creek est une station de ski du High Country du Victoria, avec plus de 90 pistes pour la descente et 20 pistes pour le ski de fond, à quatre heures et demie de route de Melbourne. Elle se trouve à environ 350 km au nord-est de Melbourne, à proximité de la ville de Mount Beauty. À côté du plateau Bogong qui fait partie du parc national alpin, le village de Falls Creek est à 1 600 mètres, tandis que le domaine s'étend de l'altitude de 1 210 m à 1 842 m. Il a des pistes pour les novices et les skieurs avancés : avec 92 pistes et 14 remontées mécaniques. La plus longue piste fait 3 km : Wishing Well. Au-dessus de la station de ski, à 1 842 m, le Mount McKay fournit des vues de 360 degrés du Plateau Bogong. Il est possible de conduire au sommet en été, c'est le sommet le plus élevé d'Australie accessible par la route publique. Falls Creek est connue en Australie comme un centre du ski de fond, entre les Eucalyptus pauciflora ("Gommier des neiges"). Il est possible de prendre un hélicoptère depuis Mt McKay et Mont Feathertop jusqu’à Mont Hotham. En août, il accueille la compétition du Kangaroo Hoppet est une course de ski de fond de 42 km, qui se tient à Falls Creek. En même temps ont lieu l'Australian Birkebeiner (21 km) et la course Joey Hoppet (7 km). Le Kangaroo Hoppet et l'Australian Birkebeiner font partie des courses de ski de fond du Worldloppet.
Le mont Baw Baw est situé à environ 120 kilomètres à l'est de Melbourne. Il se compose d'un long plateau avec quelques petits monts qui le surmontent : le mont Whitelaw, le mont St. Phillack (le plus élevé), le mont Mueller, le mont Tyers, le mont Kernot et le mont Saint Gwinear. La station de ski Baw Baw Village est située en dehors du parc, avec un domaine skiable de 35 hectares. Le village se trouve à 1 450 mètres d'altitude et il domine la vallée Latrobe et la péninsule de Mornington. Il y a sept remontées mécaniques. Le mont Saint Gwinear est une montagne située au nord-est du parc national Baw Baw dans le haut Gippsland. C'est un endroit apprécié des familles à la recherche de sports de neige bon marché et facilement accessibles ainsi que des skieurs de fond. Son appartenance au plateau du mont Baw Baw lui permet d'avoir une vaste zone exploitable. La station de ski alpin du mont Baw Baw est à environ 9 kilomètres au sud-ouest du sommet et est accessible par des sentiers de promenade. 
Le mont Buller est l'un des principaux sommets de l'État de Victoria, à trois heures de route seulement de Melbourne. Il culmine à 1 805 mètres. Il accueille sur ses flancs une station de ski, ouverte de début juin à fin septembre, d'Australie de 1 340 à 1 740 mètres, avec 25 remontées mécaniques. Mount Buller étant un lieu populaire auprès des amateurs de sports de neige en hiver en raison de son emplacement à proximité de Melbourne. Buller a des pistes adaptées à tous – des vertes telles que Bourke St, Baldy et Burnt Hut Spur aux noires comme Fédération au sud. Le Mount Buller World Aerials est un évènement de saut aérien qui se tient au Mont Buller. C'est le premier évènement de l'année dans le calendrier des coupes du monde. Juste à côté du Mount Buller se trouve la station de ski moins développée de Mont Stirling (1 749 m), qui a plus de 60 km de pistes de ski de fond, et des pistes de ski alpin.
Lake Mountain est une station de ski de fond, à moins de deux heures en voiture de Melbourne.  On y trouve une école de ski et presque 40 kilomètres de pistes de ski de fond. À une heure de Melbourne seulement, on peut passer une journée à la neige au mont Donna Buang.
Le mont Feathertop est le deuxième plus haut sommet du Victoria. Il culmine à 1 922 mètres. La neige qui reste dans les ravins en altitude au printemps a l'apparence de plumes - d'où le nom de Feathertop (« sommet emplumé »)  et le refuge du club alpin de l'Université de Melbourne (MUMC) est situé sur la North-West Spur à proximité de la ligne des arbres.

### Tasmanie

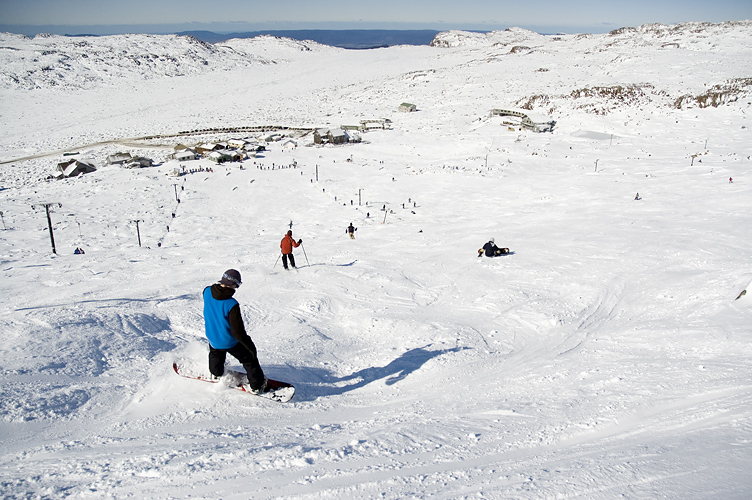
Piste de ski du mont Ben Lomond, Tasmanie.

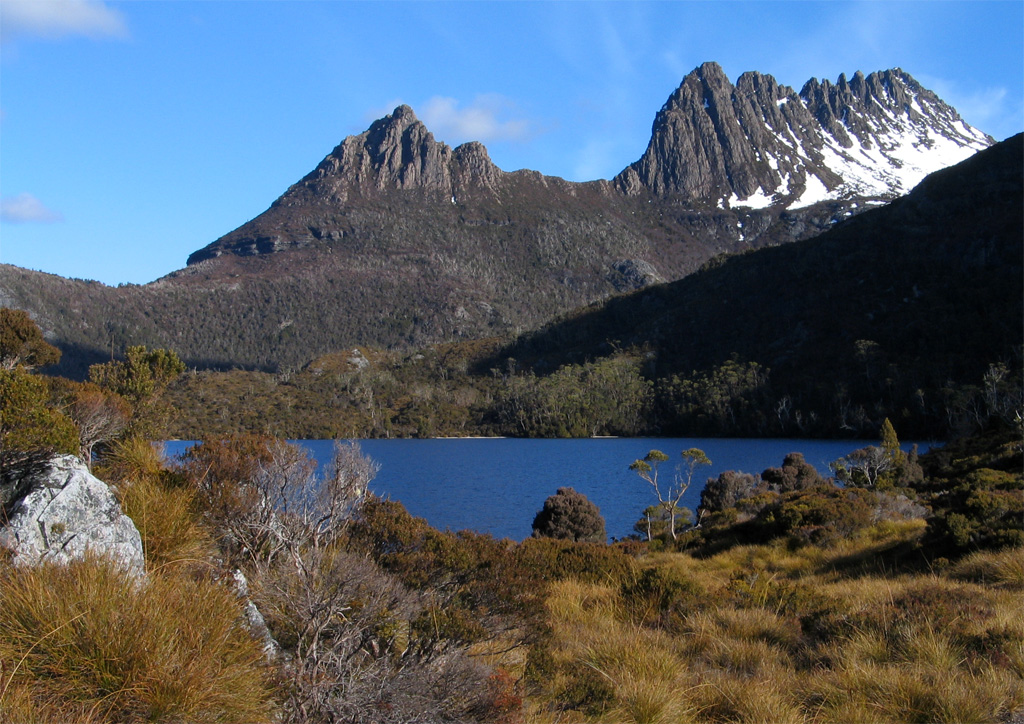
Le ski de fond est possible dans le parc national de Cradle Mountain-Lake St Clair en Tasmanie.

La Tasmanie est une île montagneuse. La région la plus montagneuse est celle des Massifs Centraux, qui couvre le centre Ouest de l'État. Les Midlands qui se trouvent au centre Est, sont assez plats et sont principalement utilisés pour l'agriculture, bien que celle-ci soit dispersée sur tout l'État. Le point culminant de la Tasmanie est le mont Ossa avec ses 1 614 mètres. Il se trouve au cœur du parc national de Cradle Mountain-Lake St Clair.
Le point culminant du mont Ben Lomond est Legges Tor, qui est le deuxième sommet de l'État de Tasmanie. Il accueille sur ses flancs la première station de ski de Tasmanie - mont Ben Lomond - qui est ouverte de début juillet à fin septembre. Elle se trouve dans le parc national Ben Lomond, à 1 573 mètres d'altitude. Le parc est à 50 km à l'est de Launceston. Il doit son nom au mont Ben Lomond qui offre l'un des rares domaines skiables de l'État.
Le parc national du mont Field est un parc au centre de la Tasmanie, à 64 km au nord-ouest de Hobart. On y trouve le mont Field à 1 434 m d'altitude et un petit domaine skiable à mont Mawson (1 320 m). Pendant hiver, de juin à août, on peut trouver de nombreuses petites pistes de ski de fond parmi les gommiers des neiges et les pins rabougris.

### Territoire de la capitale australienne

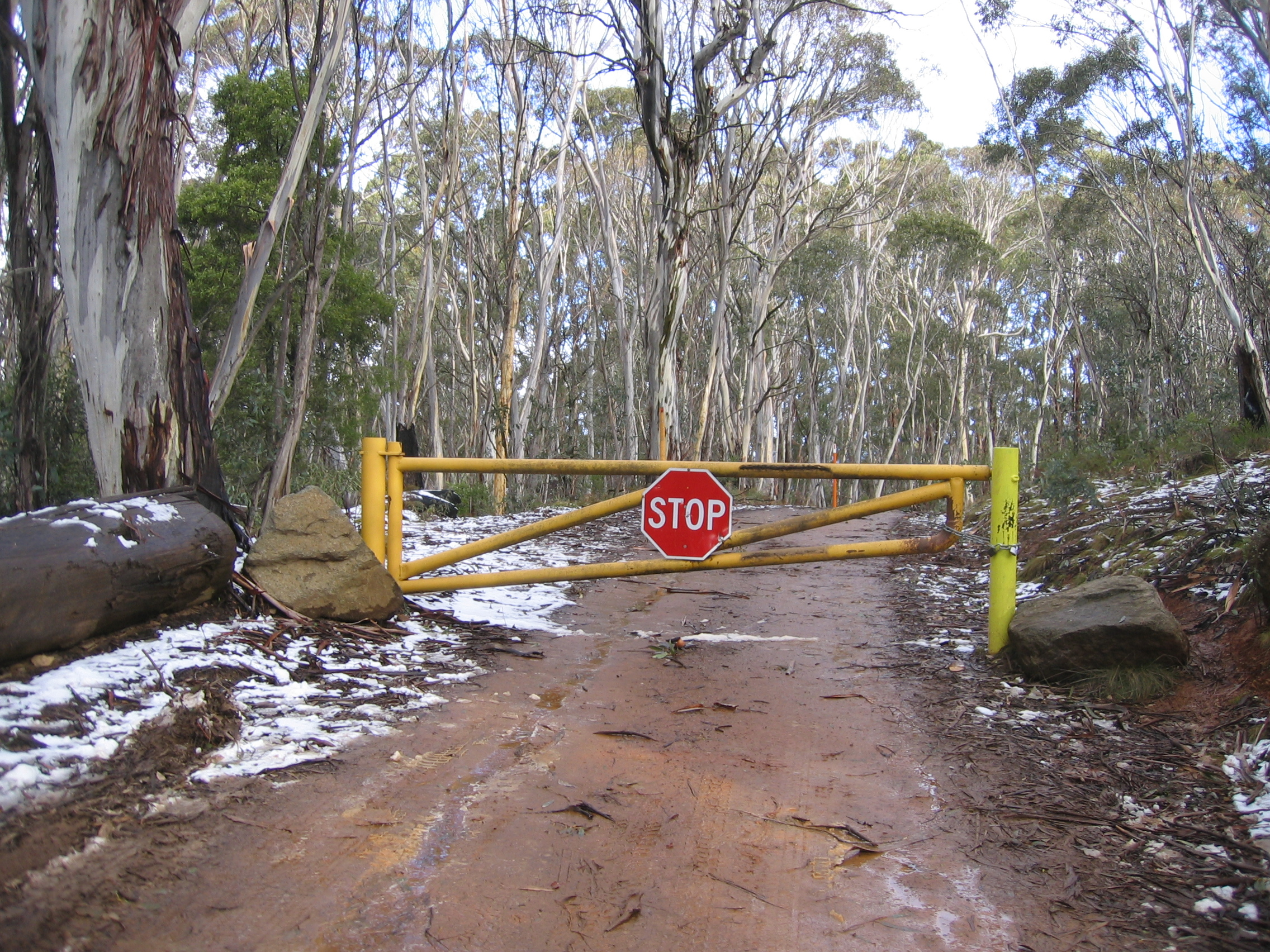
Mount Franklin Road, dans les monts Brindabella du Territoire de la capitale australienne.

Canberra est à environ deux heures par la Monaro Highway des stations de ski des Snowy Mountains et du parc national du Kosciuszko, mais les monts Brindabella forment une partie importante de l'horizon à l'ouest de Canberra et le ski de fond est possible en hiver dans le parc national de Namadgi, surtout dans les régions du mont Franklin, mont Gingera (1 855 m) et mont Bimberi (1 912 m), où l'on peut admirer les wallabies, les wombats et les bois de gommiers des neiges.
Le parc national Brindabella se trouve au nord-ouest de la frontière entre la Nouvelle-Galles du Sud et le Territoire de la capitale australienne.  Le parc national de Namadgi est situé dans la partie sud ouest du Territoire de la capitale australienne, jouxtant le Parc national du Kosciuszko en Nouvelle-Galles du Sud. Il y a normalement de la neige en hiver sur les sommets et il n'est pas rare d'en trouver dans tout le parc. Situé à 40 km de Canberra, il couvre environ 46 % du territoire de la capitale. Il possède une partie de l'extrémité nord des collines granitiques des Alpes australiennes et notamment le point culminant du territoire: le pic Bimberri. Sa végétation va des plaines herbacées aux prairies alpines en passant par les forêts d'eucalyptus pauciflora. La faune y est aussi variée: kangourous géants, wallabies, wombats, pies, perruches omnicolores, corbeaux.

## Australie aux Jeux olympiques d'hiver
La première participation de l'Australie aux Jeux olympiques d'hiver remonte à 1936 à Garmisch-Partenkirchen, et celle-ci participa depuis cette date à toutes les éditions d'hiver, excepté en 1948. 
En 1960, Hal Nerdal, par sa participation au combiné nordique, inaugure les participations de l'Australie à cette épreuve aux Jeux olympiques. Les Jeux de 1964 sont ternis par le décès du skieur Ross Milne. Son frère, Malcolm Milne, animé par la volonté de montrer que les Australiens pouvaient être les meilleurs en compétition, représente l'Australie lors des deux éditions suivantes, mais ne parvient pas à remporter de médailles alors qu'il gagne une épreuve de Coupe du monde et termine troisième d'un championnat du monde.
La première médaille olympique individuelle pour Australie sera le fait de la skieuse Zali Steggall, qui offrit à son pays une médaille de bronze sur la discipline du slalom. Les premières médailles d'Or australiennes sur les jeux d'hiver seront décrochées en 2002 (par Steven Bradbury lors du 1 000 m short-track), et par Alisa Camplin en ski acrobatique, faisant de l'Australie la seule nation de l'hémisphère Sud, encore à ce jour, à avoir remporté de l'Or aux Jeux olympiques d'hiver.
Lors des derniers Jeux olympiques d'hiver de Turin en 2006, l'Australie a battu, avec 40 athlètes sur 10 disciplines, à la fois son nombre de sportifs en compétition et son nombre de disciplines concourues. Pour la première fois lors de cette compétition, l'objectif de l'Australie était de décrocher des médailles, objectif atteint lorsque Dale Begg-Smith remporta l'or en ski de bosse. Camplin remporta sa seconde médaille Olympique, de bronze, en ski acrobatique.
Aux Jeux de 2006, à Turin, Dale Begg-Smith apporte un nouveau titre olympique à l'Australie, dans l'épreuve du saut acrobatique, et Alisa Camplin devient la première Australienne à remporter deux médailles olympiques individuelles en raflant le bronze en saut acrobatique quatre ans après son titre. En 2010 à Vancouver, Dale Begg-Smith réalise le même exploit que Camplin en gagnant sa deuxième médaille personnelle, en argent, la quatrième médaille australienne en saut acrobatique en trois éditions des Jeux. Torah Bright apporte un nouveau titre olympique à son pays, en snowboard, dans l'épreuve du halfpipe féminin.
L'Australie participe aux Jeux paralympiques d'hiver dès leur lancement en 1976, et sa délégation a remporté des médailles en ski alpin lors de chacune des éditions depuis 1992.

### Tableau des médailles des skieurs australiens (jusqu'à 2010)
| Place | Sport           | Médaille d'or, Jeux olympiques | Médaille d'argent, Jeux olympiques | Médaille de bronze, Jeux olympiques | Total |
| 1     | Ski acrobatique | 3                              | 1                                  | 1                                   | 5     |
| 3     | Snowboard       | 1                              | 0                                  | 0                                   | 1     |
| 4     | Ski alpin       | 0                              | 0                                  | 1                                   | 1     |

## Liste de stations de sport d'hiver

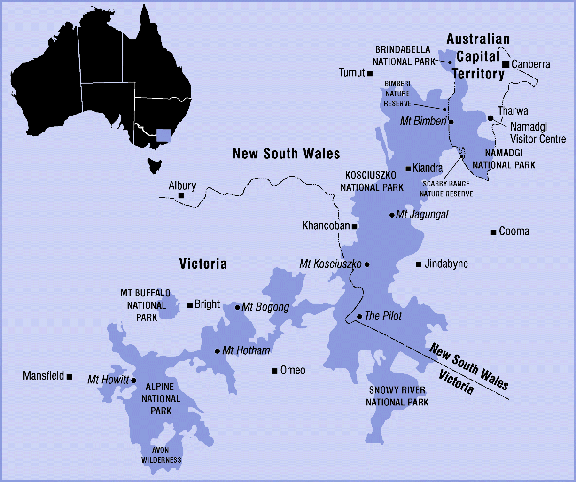
Carte de la région

Ski alpin:
- Nouvelle Galles du Sud
  - Thredbo
  - Perisher
  - Selwyn Snowfields
  - Charlotte Pass

- Victoria
  - Mont Hotham
  - Falls Creek
  - Mount Buller
  - Mont Buffalo
  - Mont Baw Baw
  - Dinner Plain
  - Lake Mountain (ski de fond)
  - Mont Stirling (ski de fond)
  - Mont Saint Gwinear (ski de fond)

- Tasmanie
  - Mont Ben Lomond
  - Mont Mawson

## Stations de ski de fond
- Nouvelle Galles du Sud
  - Parc national du Kosciuszko
    - Kiandra
    - Mont Jagungal
    - Mont Kosciuszko

  - Bimberi Nature Reserve

- Victoria
  - Parc national alpin
    - plateau Bogong
    - mont Bogong
    - mont Feathertop

  - Parc national Baw Baw
  - Parc national mont Buffalo

- Tasmanie

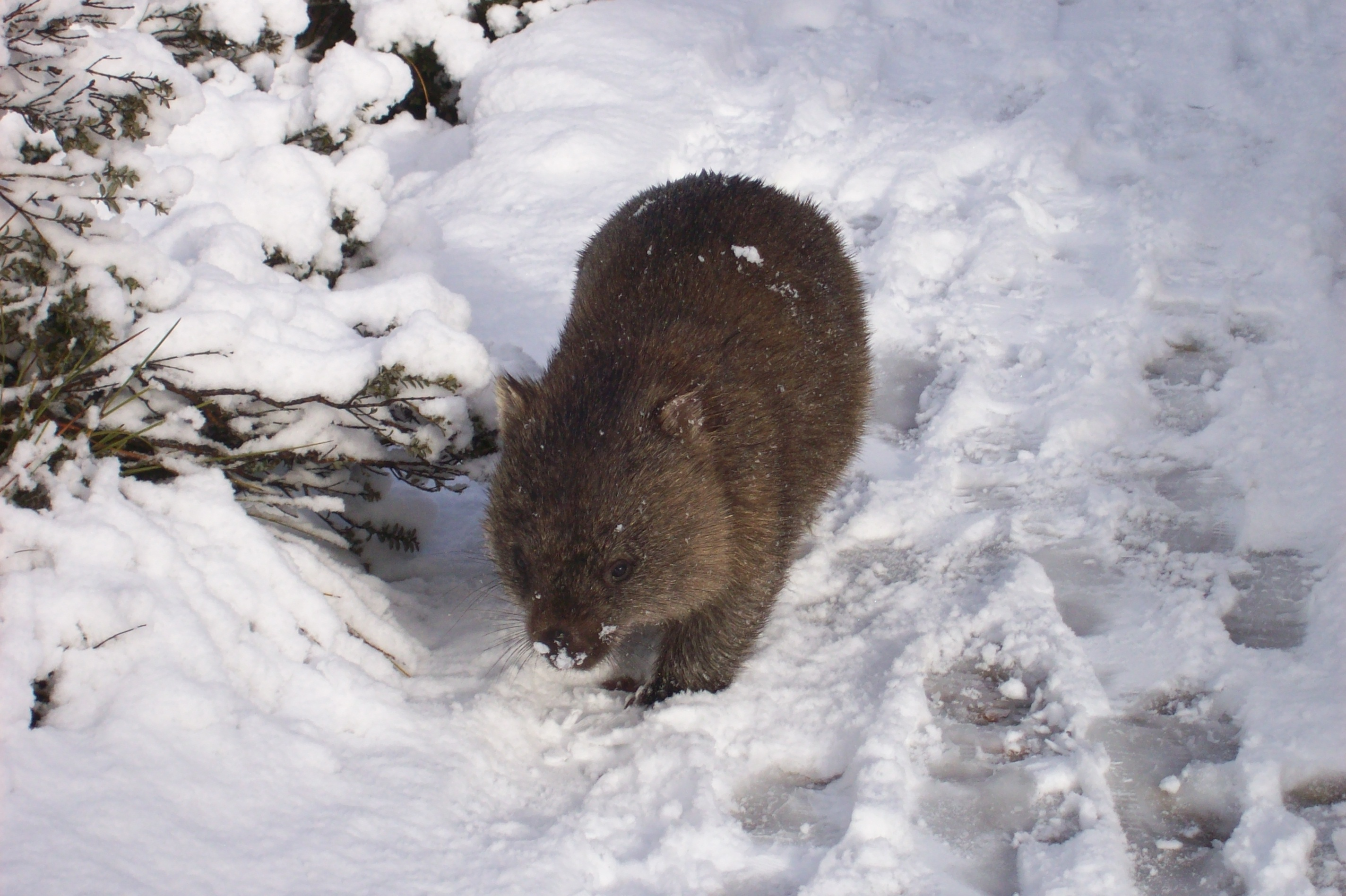
Le wombat est un marsupial qui vit dans les forêts montagneuses d’Australie.

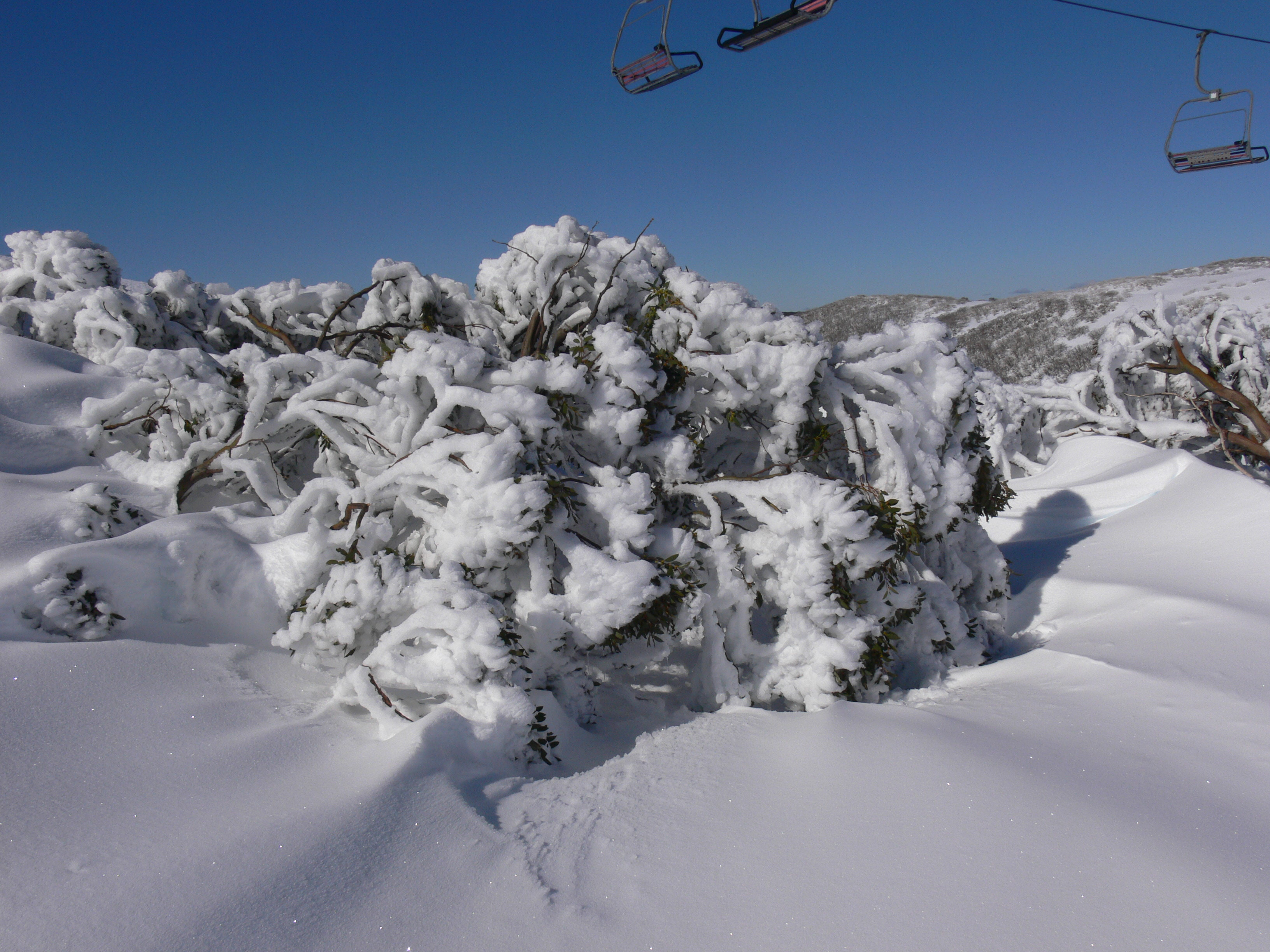
Eucalyptus pauciflora ("Gommier des neiges") est une espèce d'eucalyptus de type mallee poussant dans les régions sub-alpines de l'est de l'Australie.

  - Parc national de Cradle Mountain-Lake St Clair
  - Parc national Ben Lomond
  - Parc national du mont Field

- Territoire de la capitale Australienne
  - parc national de Namadgi

## Galerie

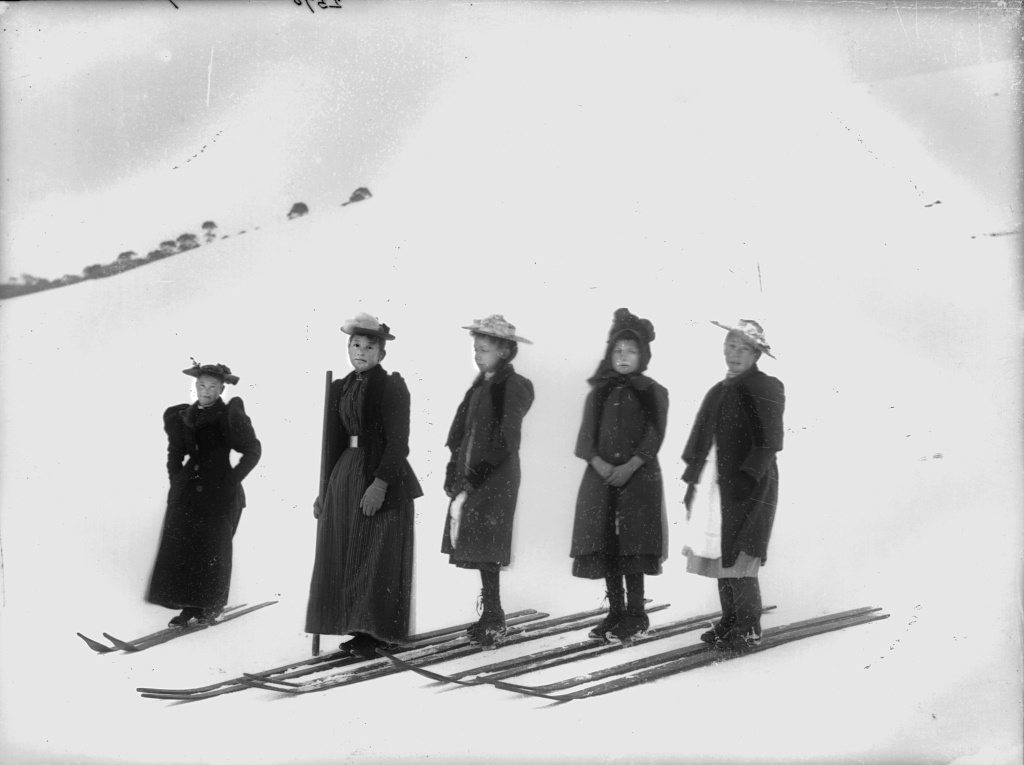
Kiandra, c. 1900 - situé à proximité de la station de ski de Selwyn Snowfields
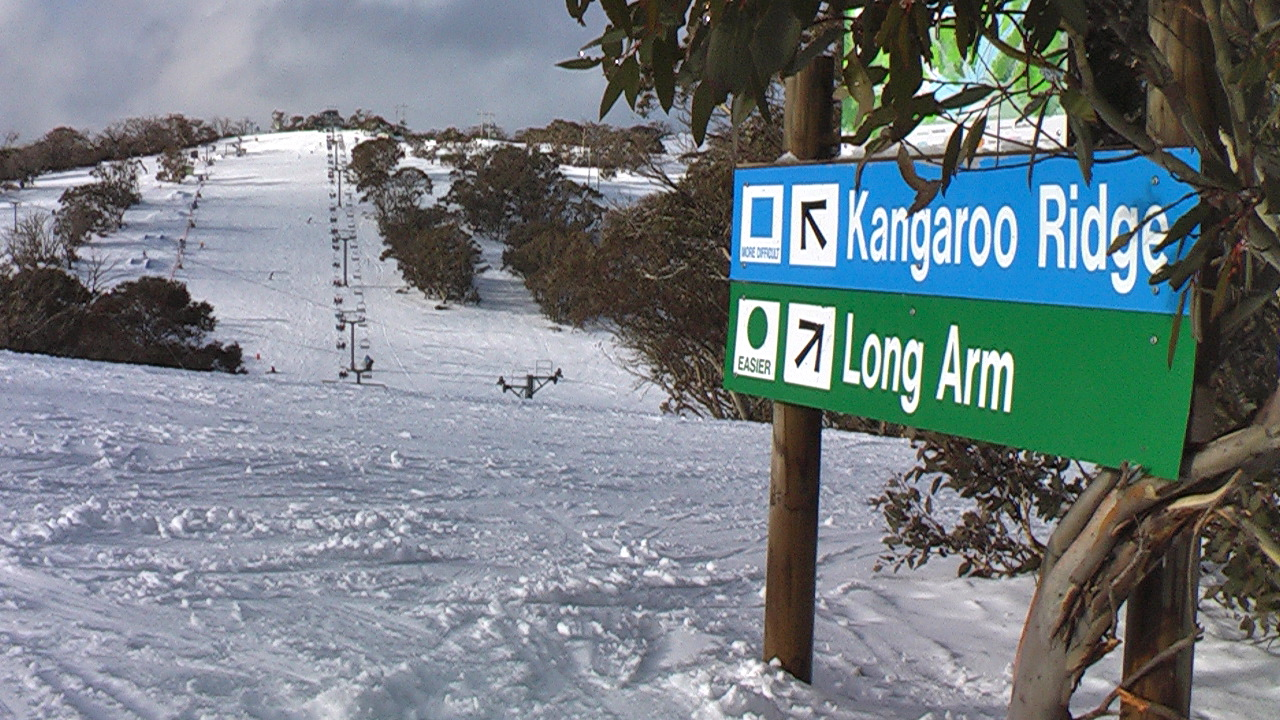
Selwyn Snowfields, dans le nord des Snowy Mountains
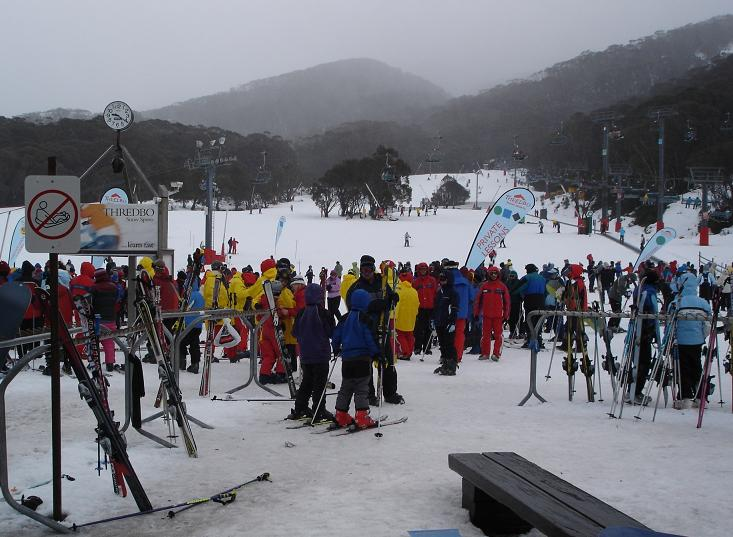
Thredbo Ski School dans le sud des Snowy Mountains
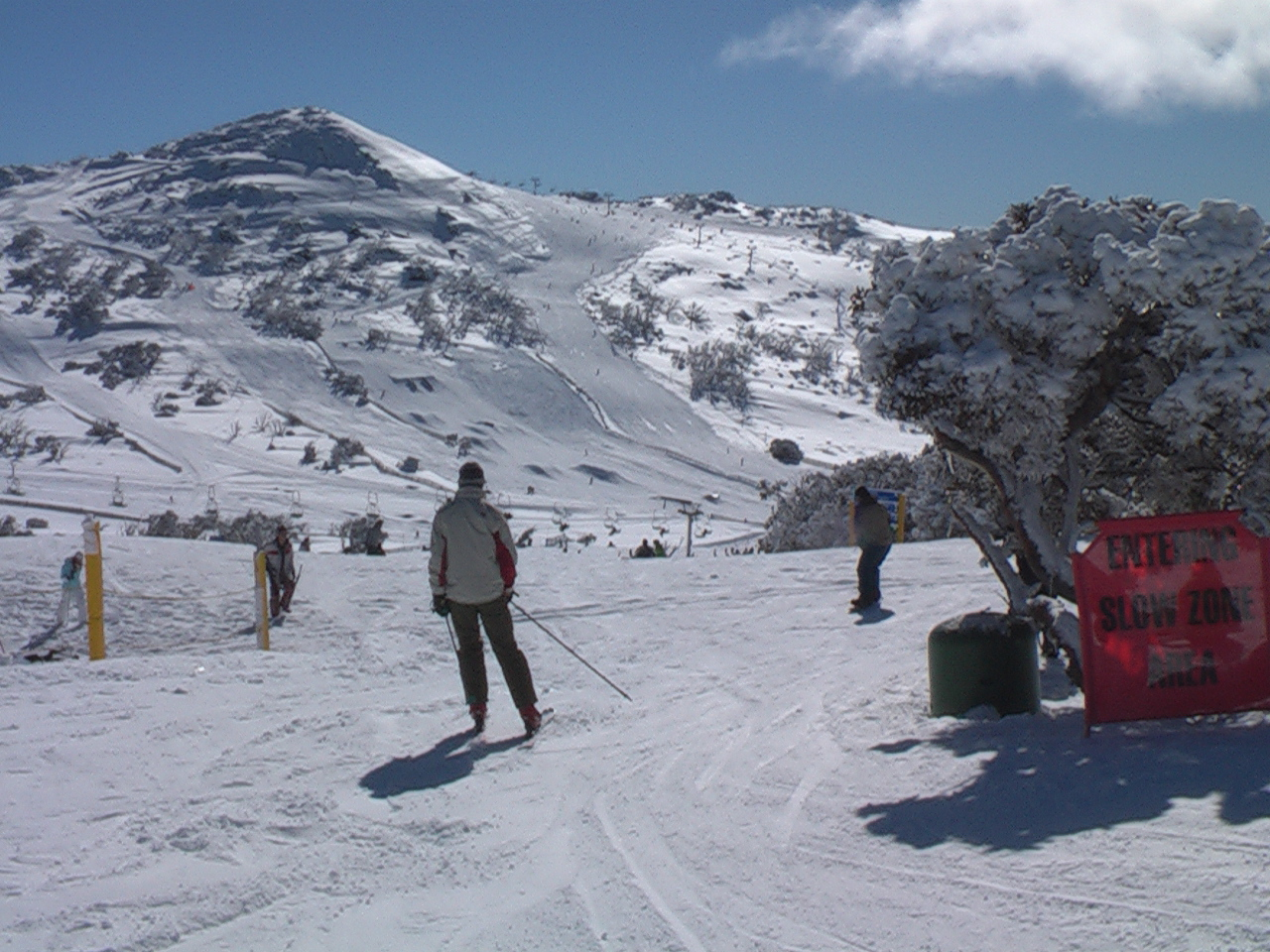
Mount Blue Cow, un des quatre domaines skiable de Perisher
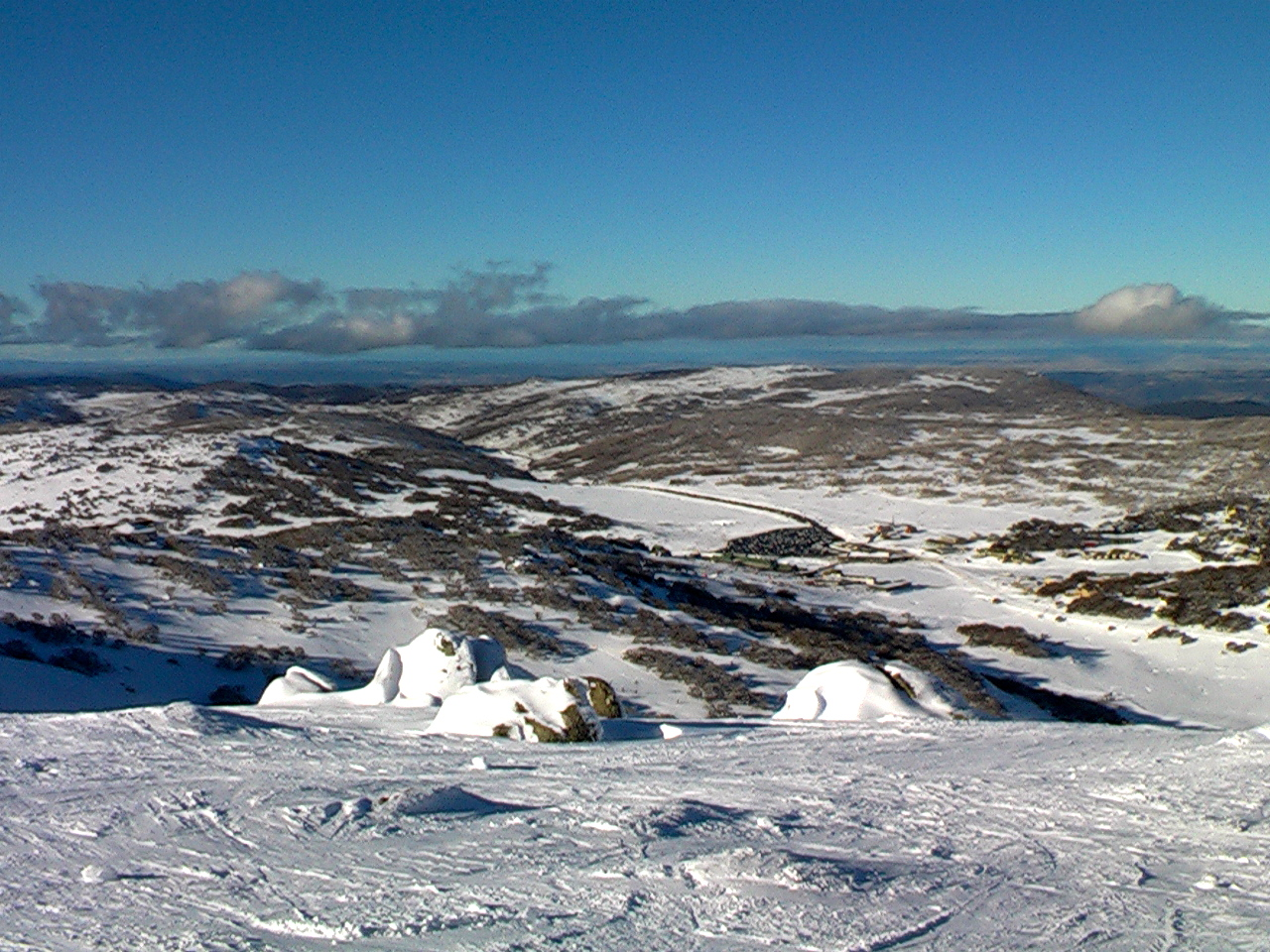
Vers le Perisher Valley du Mont Perisher
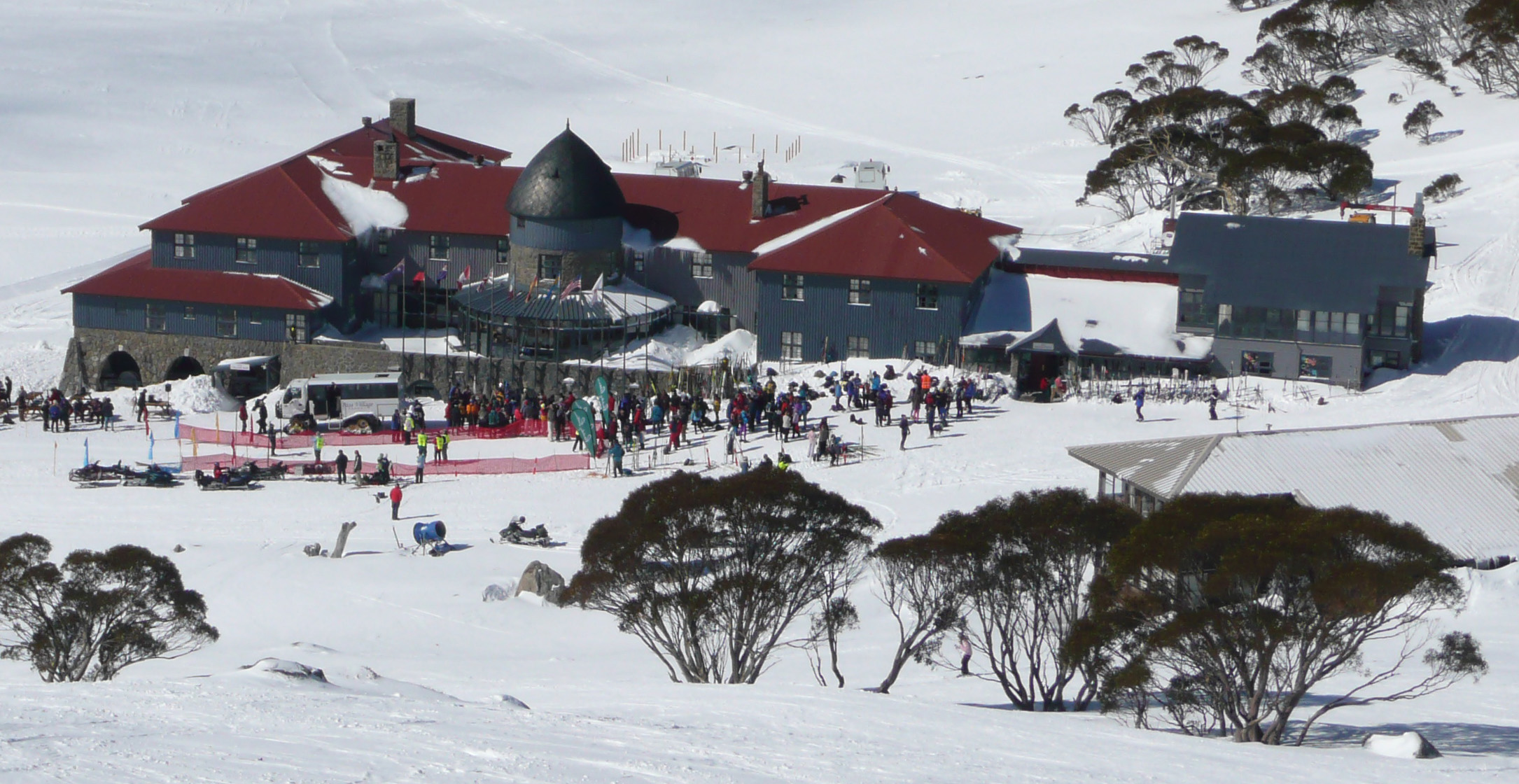
Le Chalet, Charlotte Pass - situé à proximité du Mont Kosciuszko
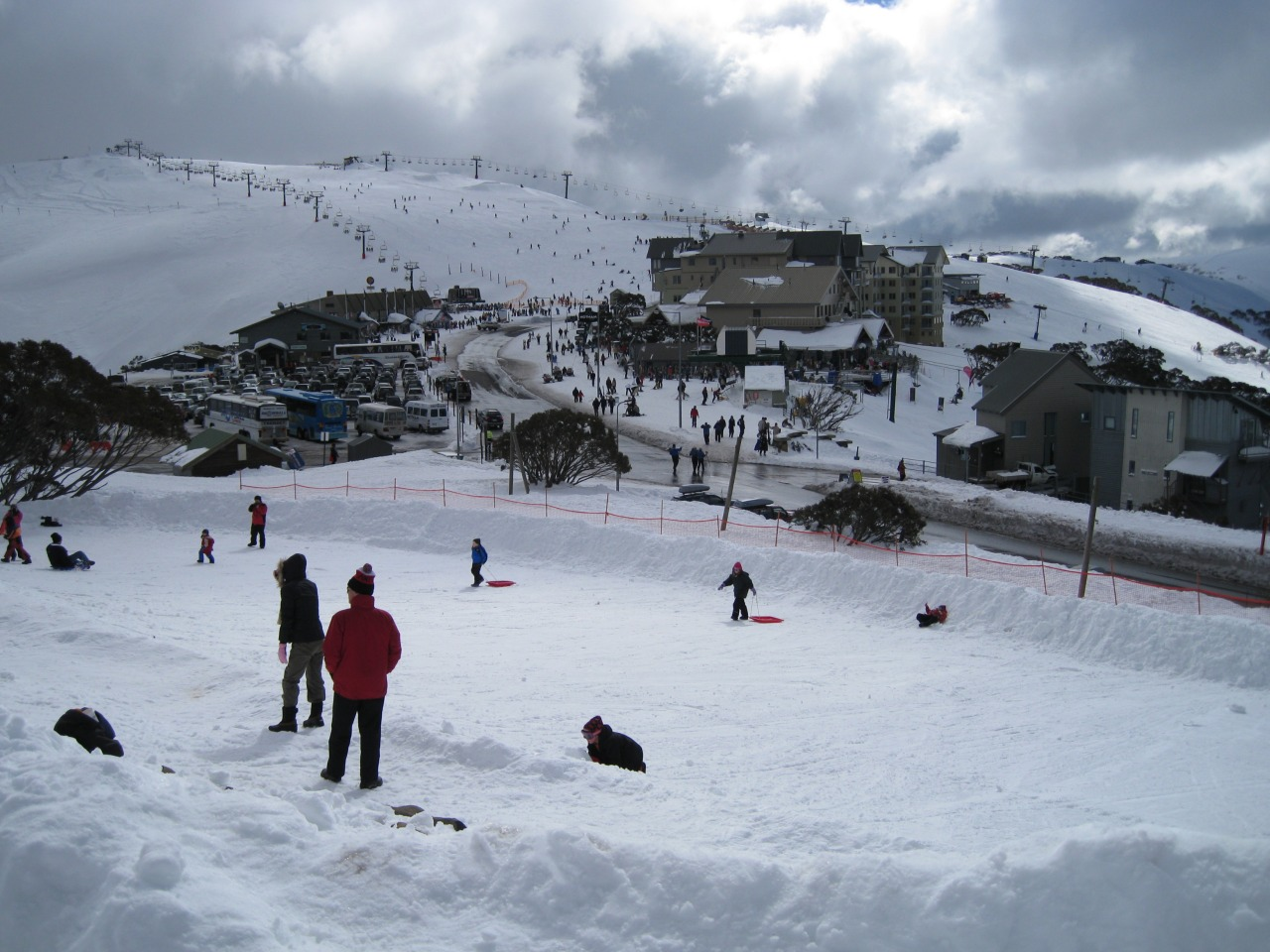
Le village de Mont Hotham
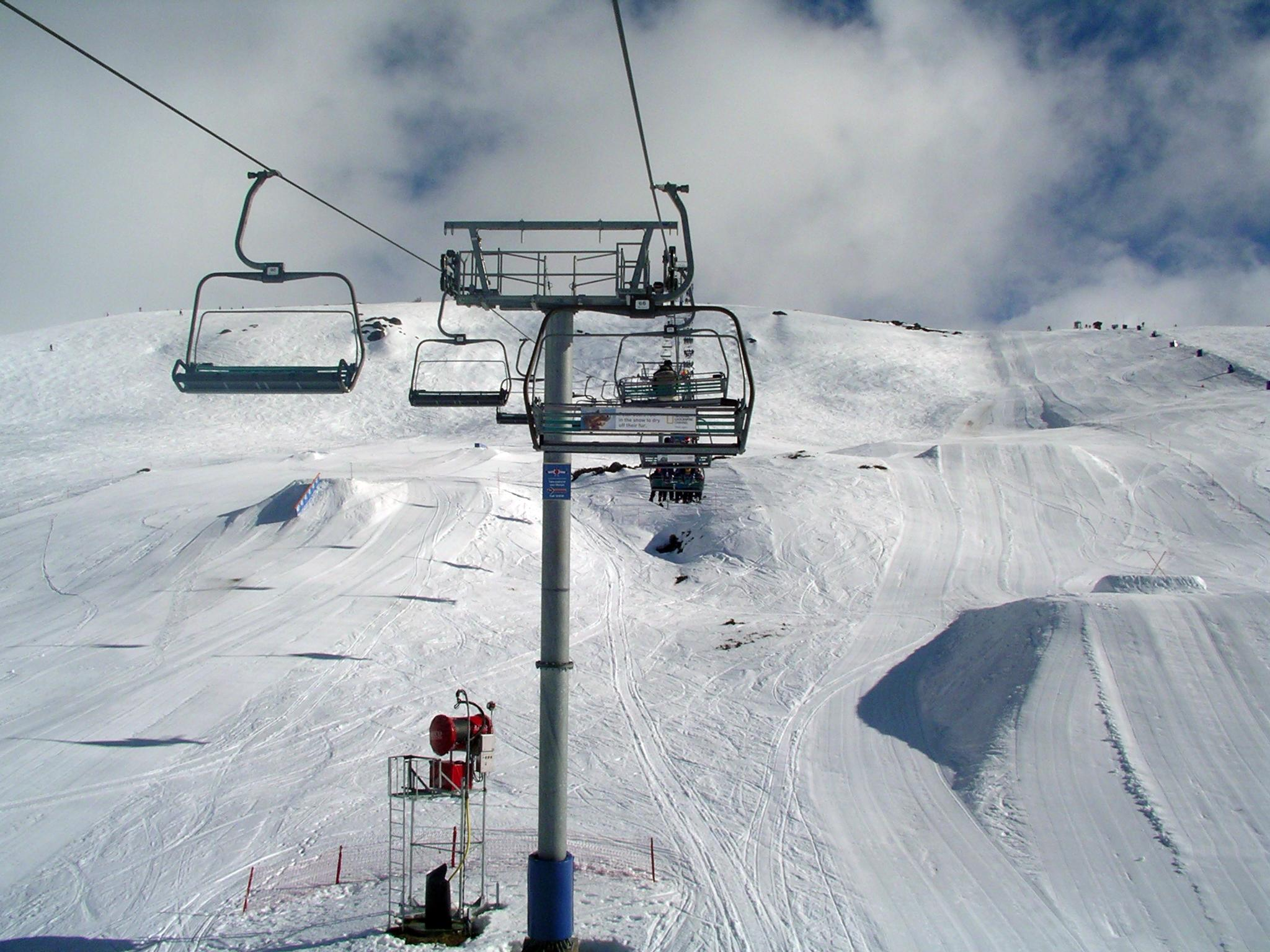
Le Ruined Castle chairlift, Falls Creek station de ski
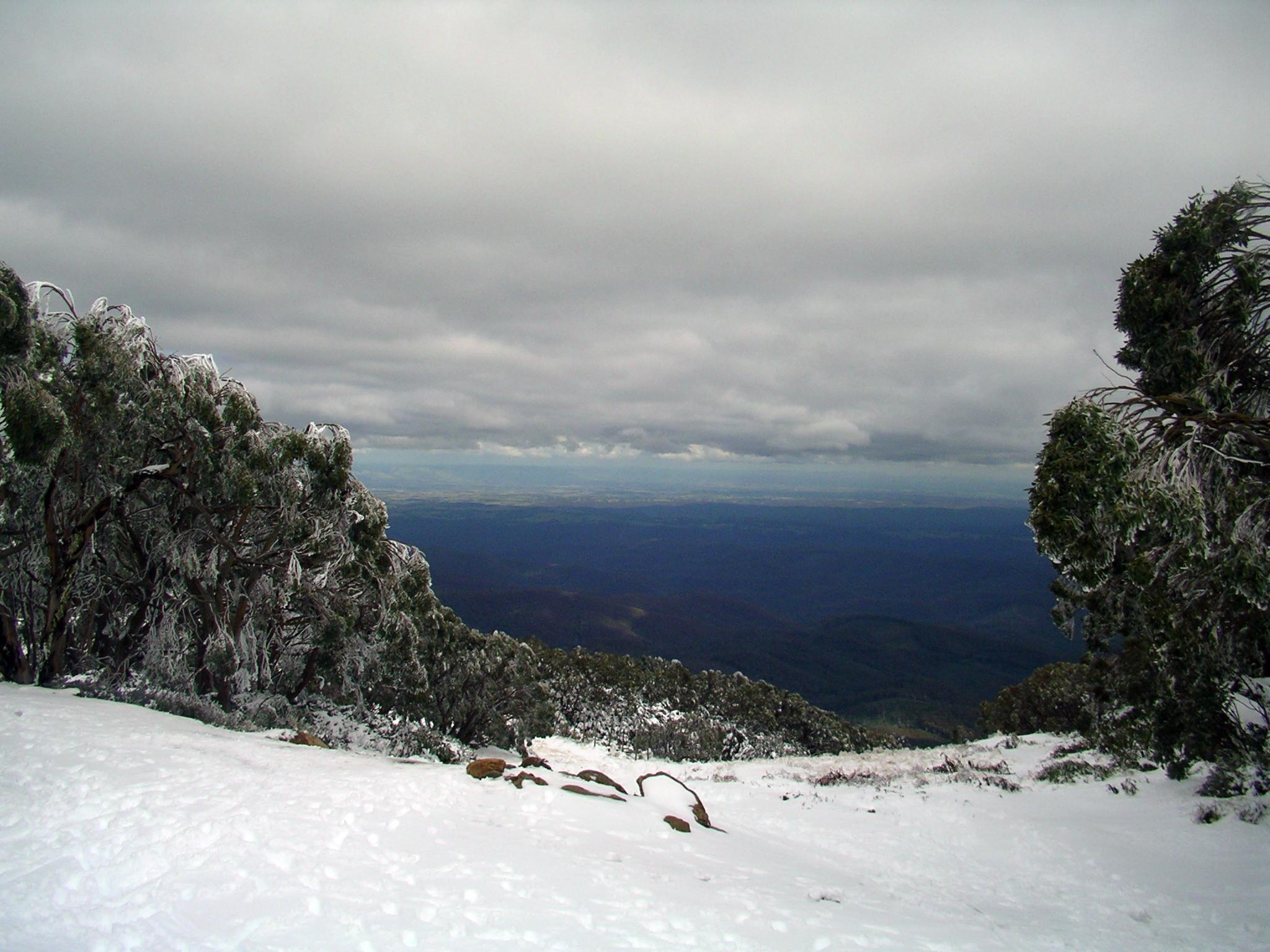
Le vu depuis le Mont Baw Baw station de ski, Victoria
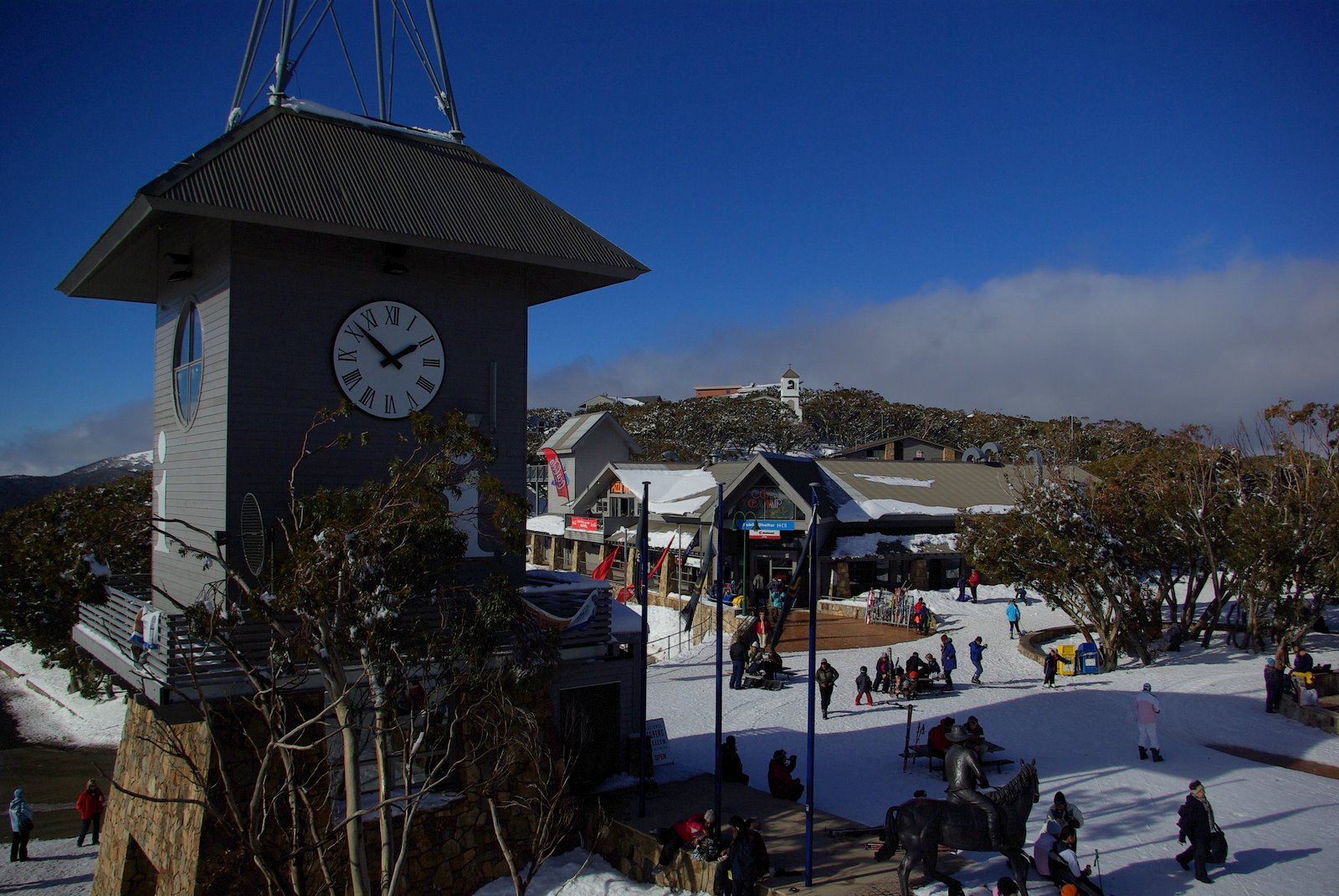
Le village de Mount Buller, Victoria.
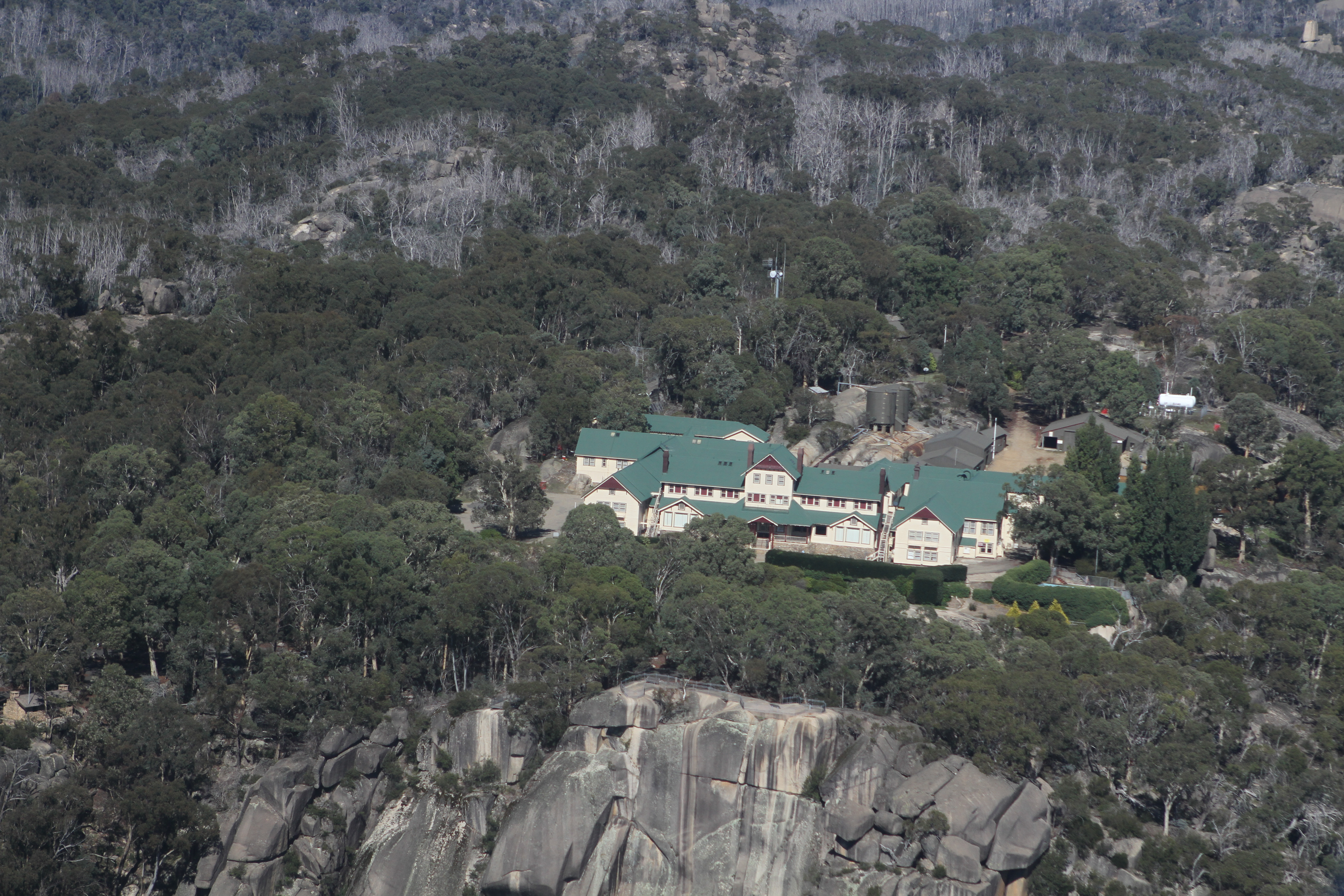
Le Chalet Mont Buffalo
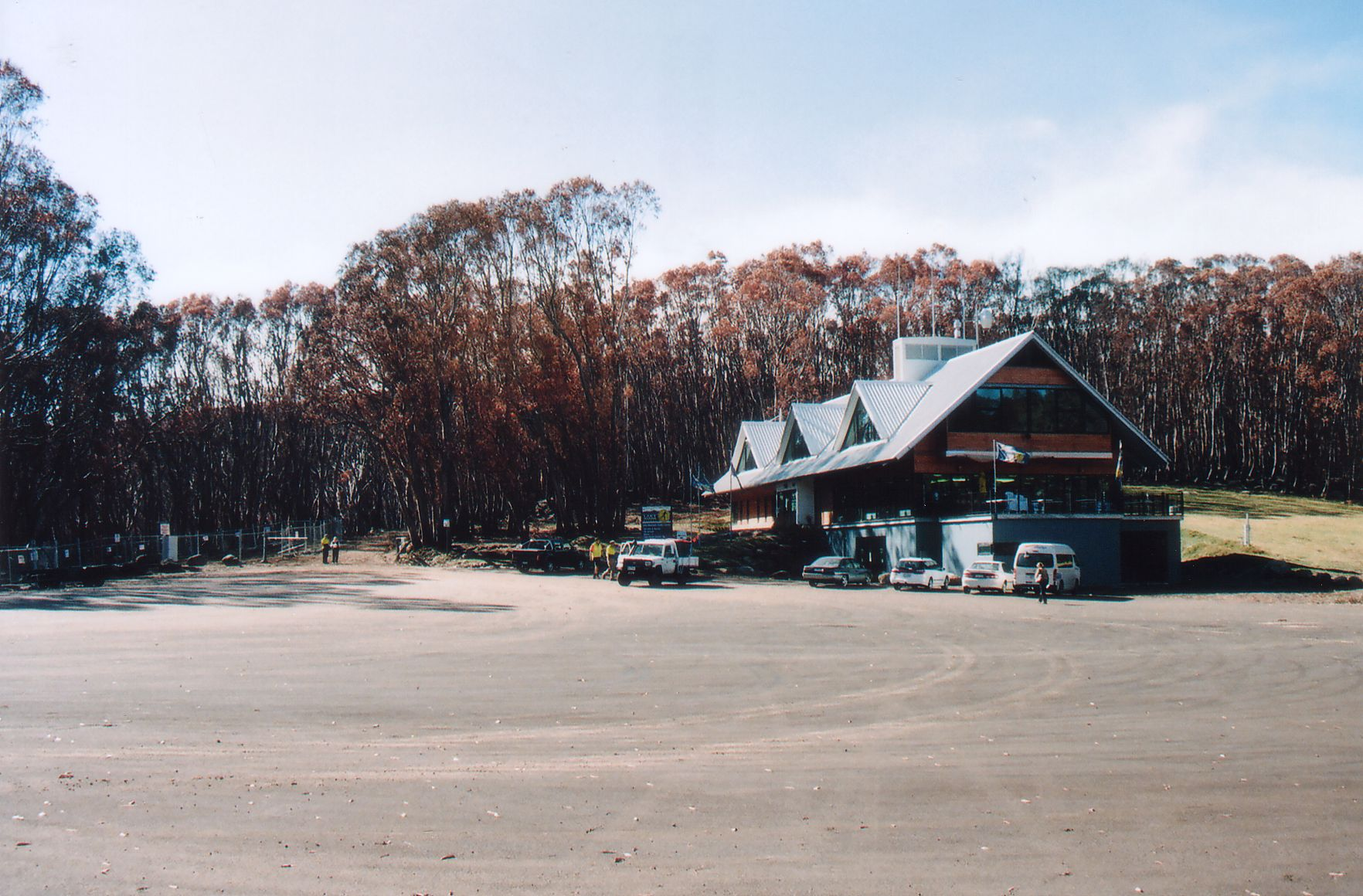
Le bistro de Lake Mountain station de ski, apres les Feux de brousse du Victoria de 2009
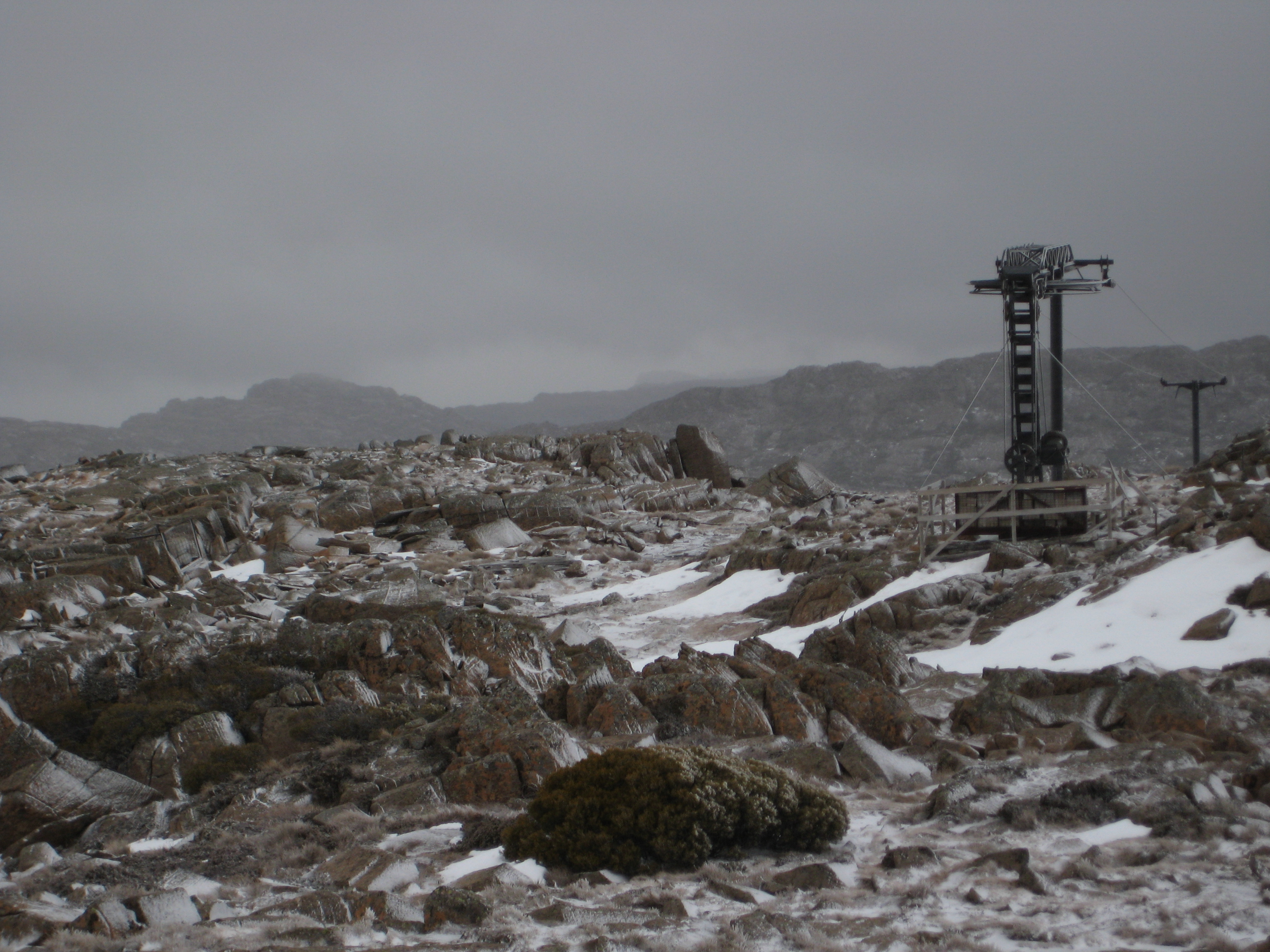
La station de ski de mont Ben Lomond, vue du sommet du Legges Tor, en Tasmanie